# هوراس پارنل تاتل
 هوراس پارنل تاتل (انگلیسی: Horace Parnell Tuttle؛ ۱۷ مارس ۱۸۳۷ – ۱ اوت ۱۹۲۳) یک ستاره‌شناس و مجروح جنگ داخلی آمریکا اهل ایالات متحده آمریکا بود.